# Номенклатура територіальних одиниць для цілей статистики

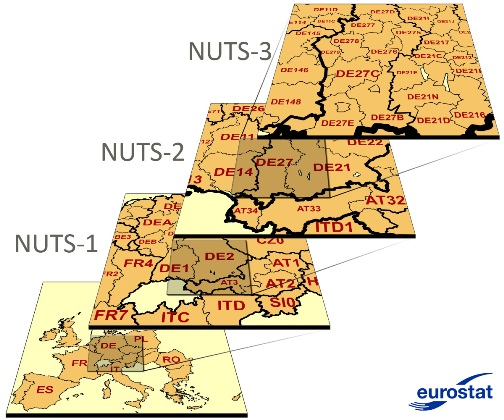
Діаграма трьох основних підрозділів системи NUTS, розроблена Євростатом.

Номенклату́ра територіа́льних одини́ць для стати́стики (НТОС; англ. Nomenclature of Territorial Units for Statistics, NUTS) — у Європейському Союзі стандарт геокодування адміністративно-територіального поділу держав для статистичних цілей. Стандарт, прийнятий у 2003 році розроблено та регулюється Європейським Союзом, і тому більш детально охоплює лише держави-члени ЄС. Номенклатура територіальних одиниць для статистики має важливе значення для структурних фондів Європейського Союзу та механізмів Фонду згуртованості, а також для визначення місця доставки товарів і послуг, які підлягають європейському законодавству про державні закупівлі.
Для кожної держави-члена Європейського Союзу Євростат за згодою з кожною державою-членом встановлює ієрархію з трьох рівнів NUTS; підрозділи на деяких рівнях не обов'язково відповідають адміністративному розподілу всередині держави. NUTS починається з дволітерного коду, який посилається на державу, як скорочено в Міжінституційному посібнику зі стилю Європейського Союзу. Тоді підрозділ держави позначається одним номером. Другий або третій рівень підрозділу позначається іншим номером. Кожна нумерація починається з 1, оскільки 0 використовується для верхнього рівня. Якщо підрозділ має більше дев'яти об'єктів, для продовження нумерації використовуються великі літери. Нижче трьох рівнів NUTS знаходяться місцеві адміністративні одиниці (МАО; англ. Local administrative units, LAU).
Ця статистична система визначена також і для держав-кандидатів і членів Європейської асоціації вільної торгівлі, хоч вони і не є частиною NUTS, що регулюється регламентом. Зокрема, 1 січня 2025 року в Україні набув чинности наказ Державної служби статистики України про «Статистичну класифікацію територіальних одиниць України (NUTS-UA)», який на рівні NUTS 1 утворив макрорегіони шляхом об'єднання областей України, відніс області України до на рівня NUTS 2, а райони України до рівня NUTS 3.
Територіальні одиниці (NUTS-одиниці), зазвичай не збігаються із адміністративно-територіальним одиницям країн. NUTS-коди починаються з двох букв, що визначають країну згідно зі стандартом ISO 3166-1 «alpha-2» (за винятком коду «UK», використовуваного замість «GB» для позначення Великої Британії). Наступна буква NUTS-коду відповідає кодам адміністративних утворень відповідно до стандарту ISO 3166-2. Другий та третій рівні територіального поділу позначаються кожний одним символом — насамперед використовуються цифри від 1 до 9, якщо ж територіальних одиниць на цьому рівні більше, то використовуються також і великі букви латинського алфавіту.
Крім докладних кодів трьох рівнів територіального поділу для країн ЄС, цей стандарт визначає коди для всіх країн світу. NUTS-коди країн, що не входять в ЄС, починаються з двох букв, що визначають материк, за якими йдуть дві цифри, що відповідають конкретній країні. Крім того, штати США, Австралії та провінції Канади мають свої коди верхнього рівня.
NUTS є в деякому роді подібним міжнародним стандартом ISO 3166 і американським стандартом FIPS (англ. Federal Information Processing Standard).
Поточна класифікація NUTS від 21 листопада 2016 року та діє з 1 січня 2018 року (тепер оновлено до поточних членів станом на  2020), перелічує 92 регіони на рівні NUTS 1, 244 регіони на рівні NUTS 2, 1215 регіонів на рівні NUTS 3 і 99 387 місцевих адміністративних одиниць (LAU).

## Рівні
|                 |
| NUTS 1 в Європі |

|                 |
| NUTS 2 в Європі |

|                 |
| NUTS 3 в Європі |

На цей момент стандарт визначає NUTS-одиниці трьох рівнів, а також локальні адміністративні одиниці (англ. local administrative unit, LAU), що відповідають колишнім одиницям рівнів NUTS 4 і NUTS 5. Для деяких країн можуть бути відсутні ті чи інші рівні. Наприклад, для Люксембургу та Кіпру визначені лише локальні адміністративні одиниці, а всі три NUTS-одиниці збігаються з самими державами.

## Національні структури
Не всі країни мають усі рівні поділу, залежно від їх розміру. Наприклад, Люксембург і Кіпр мають лише місцеві адміністративні одиниці (LAU); кожен з трьох підрозділів NUTS відповідає всій державі.

### Держави-члени
| Держави      | Держави | NUTS 1                                               | NUTS 1 | NUTS 2 | NUTS 2 | NUTS 3                                | NUTS 3 | Локальні адміністративні одиниці (LAU)                                                      | Локальні адміністративні одиниці (LAU) |
| Держава-член | 27      |                                                      | 92     | | 240    |                                       | 1,164  |                                                                                             | 92,054                                 |
| ------------ | ------- | ---------------------------------------------------- | ------ | --- | ------ | ------------------------------------- | ------ | ------------------------------------------------------------------------------------------- | -------------------------------------- |
| Австрія      | AT      | Групи земель                                         | 3      | Землі | 9      | Групи округів                         | 35     | Громади (Gemeinden)                                                                         | 2,093                                  |
| Бельгія      | BE      | Регіони                                              | 3      | Провінції (+ Брюссель)                                                                                                 | 11     | Округи (Верв'є розділене на два)      | 44     | Муніципалітети (gemeenten / communes)                                                       | 581                                    |
| Болгарія     | BG      | Регіони                                              | 2      | Регіони планування | 6      | Області                               | 28     | Общини                                                                                      | 265                                    |
| Хорватія     | HR      | —                                                    | 1      | Регіони | 4      | Жупанії (županije) + Загреб           | 21     | Общини (općine)                                                                             | 556                                    |
| Кіпр         | СY      | —                                                    | 1      | — | 1      | —                                     | 1      | Громади (δήμοι, κοινότητες, dimoi, koinotites)                                              | 615                                    |
| Чехія        | СZ      | —                                                    | 1      | Статистичні області | 8      | Краї (kraje)                          | 14     | Муніципалітети (obce)                                                                       | 6,254                                  |
| Данія        | DK      | —                                                    | 1      | Регіони (Regioner) | 5      | Провінції (Landsdele)                 | 11     | Комуни (kommuner) та 1 невключена територія                                                 | 99                                     |
| Естонія      | EE      | —                                                    | 1      | — | 1      | Групи повітів                         | 5      | Муніципалітети (Vald, linn)                                                                 | 79                                     |
| Фінляндія    | FI      | Материкова Фінляндія, Аландські острови              | 2      | Великі області (Suuralueet / Storområden)                                                                              | 5      | Провінції (Maakunnat / Landskap)      | 19     | Громади (kunnat / kommuner)                                                                 | 309                                    |
| Франція      | FR      | Регіони + заморські володіння                        | 14     | Колишні регіони (1982—2015) + заморські володіння                                                                      | 27     | Департаменти + заморські володіння    | 101    | Комуни                                                                                      | 34,965                                 |
| Німеччина    | DE      | Землі (Bundesland)                                   | 16     | Непослідовно: або деякі цілі землі (Bundesland), або деякі округи (Regierungsbezirk) (або еквівалент, або ліквідовано) | 38     | Повіти (Kreis)                        | 400    | Громади (Gemeinden)                                                                         | 10,775                                 |
| Греція       | EL      | Групи регіонів розвитку                              | 4      | Периферії | 13     | Номи                                  | 51     | Деми (δημοτικό διαμέρισμα, κοινότικο διαμέρισμα, demotiko diamerisma, koinotiko diamerisma) | 6,133                                  |
| Угорщина     | EL      | Статистичні великі регіони (statisztikai nagyrégiók) | 3      | Планово-статистичні регіони (tervezési-statisztikai régió)                                                             | 8      | Медьє (vármegye) + Будапешт           | 20     | Населені пункти (települések)                                                               | 3,155                                  |
| Ірландія     | IE      | —                                                    | 1      | Регіони | 3      | Регіональна влада регіонів            | 8      | Місцеві виборчі округи                                                                      | 166                                    |
| Італія       | IT      | Групи регіонів                                       | 5      | Регіони (Трентіно-Альто-Адідже розділені на дві частини)                                                               | 21     | Провінції та столичні міста           | 107    | Комуни (comuni)                                                                             | 7,904                                  |
| Латвія       | LV      | —                                                    | 1      | — | 1      | Статистичні регіони                   | 6      | Муніципалітети, державні міста (valstspilsētas, novadi)                                     | 43                                     |
| Литва        | LT      | —                                                    | 1      | Центральна та західна Литва, Столичний регіон                                                                          | 2      | Повіти                                | 10     | Самоврядування (savivaldybės)                                                               | 60                                     |
| Люксембург   | LU      | —                                                    | 1      | — | 1      | —                                     | 1      | Комуни                                                                                      | 102                                    |
| Мальта       | MT      | —                                                    | 1      | — | 1      | Острови                               | 2      | Місцеві ради (kunsilli)                                                                     | 68                                     |
| Нідерланди   | NL      | Групи провінцій                                      | 4      | Провінції | 12     | Регіони COROP                         | 40     | Муніципалітети (gemeenten)                                                                  | 342                                    |
| Польща       | PL      | Макрорегіони (Makroregiony)                          | 7      | Воєводства + Варшавська агломерація                                                                                    | 17     | Субрегіони (Podregiony)               | 73     | Ґміни (gminy)                                                                               | 2,477                                  |
| Португалія   | PT      | Континентальна Португалія + Азори + Мадейра          | 3      | Статистичні регіони + автономні регіони                                                                                | 7      | Групи муніципалітетів                 | 25     | Муніципалітети (concelhos)                                                                  | 308                                    |
| Румунія      | RO      | Макрорегіони                                         | 4      | Регіони | 8      | Повіти + Бухарест                     | 42     | Комуни + Муніципалітети + Міста (comune + municipii + orașe)                                | 3,181                                  |
| Словаччина   | SK      | —                                                    | 1      | Області | 4      | Краї (Kraje)                          | 8      | Муніципалітети (obce)                                                                       | 2,891                                  |
| Словенія     | SI      | —                                                    | 1      | Макрорегіони | 2      | Статистичні регіони                   | 12     | Общини (občine)                                                                             | 212                                    |
| Іспанія      | ES      | Групи автономних спільнот                            | 7      | 17 автономних громад і 2 автономних міста                                                                              | 19     | Провінції + острови + Сеута і Мелілья | 59     | Муніципалітети (municipios)                                                                 | 8,131                                  |
| Швеція       | SE      | Регіони (Grupper av riksområden)                     | 3      | Національні зони (Riksområde)                                                                                          | 8      | Лени (Län)                            | 21     | Комуни (kommuner)                                                                           | 290                                    |

### Держави-кандидатки
| Держави            | Держави | NUTS 1         | NUTS 1 | NUTS 2                                                   | NUTS 2 | NUTS 3              | NUTS 3 | LAU 1                                         | LAU 1 | LAU 2                                                  | LAU 2  |
| Держави-кандидатка | 6       |                | 25     |                                                          | 63     |                     | 267    |                                               | 1,202 |                                                        | 47,235 |
| ------------------ | ------- | -------------- | ------ | -------------------------------------------------------- | ------ | ------------------- | ------ | --------------------------------------------- | ----- | ------------------------------------------------------ | ------ |
| Албанія            | AL      | —              | 1      | Регіони (неадміністративні)                              | 3      | Області             | 12     | –                                             | –     | Муніципалітети (Komunë) / комуни (Bashki / Komunë)     | 373    |
| Північна Македонія | MK      | —              | 1      | —                                                        | 1      | Статистичні регіони | 8      | Общини (општини, opštini)                     | 84    | Населені пункти (Населени места, naseleni mesta)       | 1,776  |
| Сербія             | RS      | Групи регіонів | 2      | Регіони                                                  | 5      | Округи              | 29     | Общини (општине и градови, opštine i gradovi) | 174   | Населені пункти (Насељена места, naseljena mesta)      | 6,155  |
| Туреччина          | TR      | Регіони        | 12     | Субрегіони                                               | 26     | Провінції (iller)   | 81     | Райони (ilçeler)                              | 923   | Муніципалітети (belediyeler)                           | 37,675 |
| Україна            | UA      | Макрорегіони   | 8      | Області + Автономна Республіка Крим + Київ + Севастополь | 27     | Райони              | 136    | Громади (не затверджено)                      | –     | Старостинські окруи + населені пункти (не затверджено) | –      |
| Чорногорія         | ME      | —              | 1      | —                                                        | 1      | Статистичні регіони | 3      | Общини (општине, opštine)                     | 24    | Населені пункти (Насеља, naselja)                      | 1,256  |

### Держави ЄАВТ
| Держави      | Держави | NUTS 1 | NUTS 1 | NUTS 2  | NUTS 2 | NUTS 3                           | NUTS 3 | -                                        | -   | LAU                           | LAU   |
| Держави ЄАВТ | 4       |        | 4      |         | 16     |                                  | 48     |                                          | 122 |                               | 2,567 |
| ------------ | ------- | ------ | ------ | ------- | ------ | -------------------------------- | ------ | ---------------------------------------- | --- | ----------------------------- | ----- |
| Ісландія     | IS      | —      | 1      | —       | 1      | Гевюдборґарсвайдід / уся держава | 2      | Регіони (landshlutar)                    | 8   | Муніципалітети (sveitarfélag) | 64    |
| Ліхтенштейн  | LI      | —      | 1      | —       | 1      | —                                | 1      |                                          |     | Муніципалітети (Gemeinden)    | 11    |
| Норвегія     | NO      | —      | 1      | Регіони | 7      | Фюльке (Fylke)                   | 19     | Економічні регіони (Økonomiske regioner) | 89  | Комуни (kommuner)             | 356   |
| Швейцарія    | CH      | —      | 1      | Регіони | 7      | Кантони                          | 26     |                                          |     | Громади                       | 2,136 |

### Колишня держави-член Європейського Союзу
| Держава         | Держава | NUTS 1            | NUTS 1 | NUTS 2                                                                                | NUTS 2 | NUTS 3                                                                | NUTS 3 | LAU                                           | LAU |
| --------------- | ------- | ----------------- | ------ | ------------------------------------------------------------------------------------- | ------ | --------------------------------------------------------------------- | ------ | --------------------------------------------- | --- |
| Велика Британія | UK      | Регіони Англії    | 9      | Субрегіони ≍ i: ∪ графств; або ii: окремі графства; або iii: ∪ боро Лондона. [∪=унія] | 30     | Органи влади вищого рівня та групи унітарних органів влади та округів | 93     | Окружні чи унітарні органи влади              | 326 |
| Велика Британія | UK      | Уельс             | 1      | Групи основних областей                                                               | 2      | Групи основних областей                                               | 12     | Основні області                               | 22  |
| Велика Британія | UK      | Шотландія         | 1      | Групи Ради та/або острівних територій                                                 | 4      | Групи округів ради або островів                                       | 23     | Території рад, поділені на LEC, де це можливо | 41  |
| Велика Британія | UK      | Північна Ірландія | 1      | —                                                                                     | 1      | Групи округів                                                         | 5      | Округи                                        | 11  |

## Заснування
Регіони NUTS зазвичай ґрунтуються на існуючих національних адміністративних поділах. У державах, де існує лише один або два регіональних підрозділи, або де населення існуючих підрозділів є занадто малим або занадто великим, створюється другий та/або третій рівень. Це може бути на першому рівні (наприклад, Франція, Італія, Греція та Іспанія), на другому (наприклад, Німеччина) та/або третьому рівні (наприклад, Бельгія). У державах з невеликим населенням, де вся держава була б розміщена на рівні NUTS 2 або навіть NUTS 3 (наприклад, Люксембург, Кіпр), регіони на рівнях 1, 2 і 3 ідентичні один одному (а також усьому країни), але кодуються відповідними кодами довжини рівнів 1, 2 і 3.
Система NUTS надає перевагу існуючим адміністративним одиницям, причому одна або декілька призначаються для кожного рівня NUTS. Конкретні вказівки ґрунтуються на чисельности населення, залишаючи незначну роль або взагалі не приділяючи уваги іншим типам змінних, таким як площа, відстань, топографія, рівні юрисдикції чи історія, які можуть розглядатися лише в (невизначених) типах особливих випадків. Відповідно до регламенту NUTS, середня чисельність населення регіонів відповідного рівня повинна лежати в межах таких порогів:
| Рівень | Мінімум    | Максимум    |
| ------ | ---------- | ----------- |
| NUTS 1 | 3 мільйони | 7 мільйонів |
| NUTS 1 | 800 000    | 3 мільйони  |
| NUTS 1 | 150 000    | 800 000     |

Для неадміністративних одиниць відхилення від цих показників населення існують через певні географічні, соціально-економічні, історичні, культурні чи екологічні обставини, особливо для островів і найвіддаленіших регіонів.

## Приклади
- DE: Німеччина
  - DE7: Гессен — земля — верхній рівень територіального поділу Німеччини
    - DE71: Дармштадт — адміністративний округ — другий рівень територіального поділу Німеччини
      - DE71E: район Веттераукрайс
- AA: Азія
  - AA25: Таїланд
- US16: Канзас

## Зауваження
1. ↑  Європейський Союз використовує EL як код країни для Греції замість коду ISO 3166-1 alpha-2 GR.
2. ↑  Європейський Союз використовує UK як код країни для Сполученого Королівства замість ISO 3166-1 alpha-2 коду GB.